# Isobutan
Isobutan eller 2-metylpropan är den enklaste tertiära alkanen och har formeln C4H10.

## Framställning
Isobutan framställs genom isomerisering av naturgas eller gasol.

## Användning
Isobutan kan ingå i gasol och användas som bränsle i cigarettändare tillsammans med isomeren butan. Isobutan används också som förpackningsgas i livsmedel med E-nummer 943b och som köldmedium för fordonsmotorer och kyl/frys under namnet R-600a.